# Rivière Matane
Pour les articles homonymes, voir Matane (homonymie).
La rivière Matane est un cours d'eau situé sur la péninsule gaspésienne, traversant la municipalité régionale de comté (MRC) de La Matanie, dans la région administrative du Bas-Saint-Laurent, dans la province de Québec, au Canada.
La rivière traverse successivement les cantons : Le Clercq et Cuoq, (territoire non organisé de Rivière-Bonjour), Tessier (Saint-René-de-Matane), Matapédia (Saint-Alexis-de-Matapédia), de Matane (Saint-Léandre) et la ville de Matane.

## Géographie
La rivière Matane prend sa source de ruisseaux de montagnes sur le versant ouest du mont Blanc, situé dans le canton Leclercq, dans la réserve faunique de Matane. Cette source est située à 0,5 km du côté nord du sommet du mont Blanc, à 24,1 km au sud-est du littoral sud-est de l'estuaire maritime du Saint-Laurent, à 2,3 km au nord-est du sommet du mont Craggy et à 40,0 km de l'embouchure de la rivière Matane.
À partir de sa source, la rivière Matane coule sur 105,3 km répartis selon les segments suivants :
Cours supérieur de la rivière Matane (segment de 30,0 km) :
- 7,4 km vers l'ouest dans la réserve faunique de Matane, accusant une forte dénivellation de 637 m (passant de 955 m à 318 m), jusqu'à la confluence du ruisseau Dontigny (venant du sud) ;
- 0,2 km vers le nord-ouest, jusqu'à la confluence du ruisseau du Camp (venant du sud-ouest) ;
- 1,4 km vers le nord-ouest, jusqu'à la confluence d'un ruisseau venant du nord-est ;
- 1,9 km vers le nord-ouest, jusqu'à la confluence d'un ruisseau venant du nord-est ;
- 4,6 km vers le sud-ouest, jusqu'à un pont d'une route forestière ;
- 3,4 km vers le sud, jusqu'à la rive nord du lac de la Tête (altitude : 241 m), en forme de cœur ;
- 0,6 km vers le sud, en traversant le lac de la Tête, jusqu'à son embouchure ;
- 3,7 km vers le sud-est, en recueillant les eaux de la décharge du lac Lebreux (venant de l'ouest), jusqu'à l'embouchure du lac Leclercq que le courant traverse vers le sud-est sur 1,3 km ;
- 2,5 km vers le sud-est, jusqu'à la rive nord du lac Matane ;
- 4,3 km vers le sud-est, en traversant le lac Matane (longueur : altitude : 220 m) sur sa pleine longueur, jusqu'au barrage situé à son embouchure (partie sud-est du lac). Un pont routier est aménagé sur le sommet du barrage.

Cours intermédiaire de la rivière Matane (segment de 33,9 km)
À partir du barrage du lac Matane, la rivière Matane coule sur :
- 1,3 km vers le sud-ouest dans le canton Cuoq, jusqu'à un pont d'une route forestière ;
- 1,2 km vers le sud-ouest, jusqu'à un pont d'une route forestière ;
- 11,4 km vers le sud-ouest, en traversant plusieurs chutes et rapides, ainsi qu'en passant sous un pont routier en fin de segment, jusqu'à la confluence de la Rivière à la Truite (venant de l'est) ;
- 1,2 km vers l'ouest, jusqu'à la confluence du ruisseau des Pitounes (venant du nord-ouest) ;
- 9,5 km vers l'ouest, jusqu'à la confluence du ruisseau Simonneau (venant du sud-ouest) ;
- 0,5 km vers le nord-ouest, jusqu'à un pont d'une route forestière ;
- 3,7 km vers le nord-ouest, jusqu'à la confluence d'un ruisseau (venant du nord) ;
- 2,7 km vers l'ouest, jusqu'à la confluence du ruisseau Saint-Jean (venant du nord) ;
- 1,1 km vers l'ouest, jusqu'à la limite du canton Tessier ;
- 1,3 km vers le sud-ouest, jusqu'à la confluence de la rivière Tamagodi (venant du sud).

Cours inférieur de la rivière Matane (segment de 41,4 km)
À partir de la confluence de la rivière Tamagodi, la rivière Matane coule sur :
- 3,4 km vers le nord-ouest, jusqu'au pont du hameau Rivière-Matane, soit la route 195 ;
- 9,8 km vers le nord-ouest, jusqu'au pont couvert du village de Saint-René-de-Matane ;
- 1,8 km vers le nord-ouest, jusqu'à la confluence de la Petite rivière Matane (venant du nord-est) ;
- 1,0 km vers le nord-ouest, jusqu'au pont de la route de la Montagne ;
- 5,3 km vers le nord-ouest, en formant une grande courbe vers le sud, jusqu'à la limite du canton de Matane ;
- 2,1 km vers le nord-ouest, jusqu'au pont du chemin de la Coulée-Carrier ; ce point constitue aussi la confluence du ruisseau Bastien (venant du sud) ;
- 4,2 km vers le nord-ouest, jusqu'à la confluence de la rivière Petchedetz (venant de l'ouest) ;
- 2,5 km vers le nord-ouest, jusqu'à la limite du canton Tessier ;
- 0,7 km vers le nord dans le canton Tessier, jusqu'à la limite de la ville de Matane ;
- 2,5 km vers le nord, jusqu'au pont couvert du Grand-Détour ;
- 1,4 km vers le nord-ouest, jusqu'au pont routier reliant la route 195 (côté est de la rivière) et la route du Grand-Détour (côté ouest de la rivière) ;
- 1,2 km vers le nord, jusqu'au barrage du Grand-Détour ;
- 3,8 km vers le nord, en passant sous le pont de l'avenue Desjardins et en contournant les îles des Croûtes, jusqu'au barrage ;
- 1,7 km vers le nord en passant sous le pont de la rue du Bon-Pasteur, traversant le havre de Matane, puis passant sous le pont de la route 132, jusqu'à sa confluence.

La rivière Matane se jette sur le littoral nord-est du fleuve Saint-Laurent à la hauteur de la ville de Matane.

## Toponymie
L'origine du nom « Matane », utilisée pour la première fois par Samuel de Champlain en 1603 sous la forme « Mantanne » pour nommer la rivière, fait l'objet d'une dispute entre les historiens. Quatre origines différentes sont avancées :
- la plus populaire veut qu'il viendrait du micmac mtctan signifiant « vivier de castors », la région en étant riche[2] ;
- le terme malécite pour « colonne vertébrale », la trajectoire de la rivière à travers les collines gaspésiennes permettant le rapprochement de sens[2] ;
- le terme algonquin matandipives signifiant « épave » ou « débris de navire » et ferait référence aux courants situés en face de son embouchure dans le fleuve Saint-Laurent qui aurait rendu la navigation difficile[2] ;
- le terme mattawa ou matawin signifiant « rencontre des eaux »[2].

## Frayère à saumon

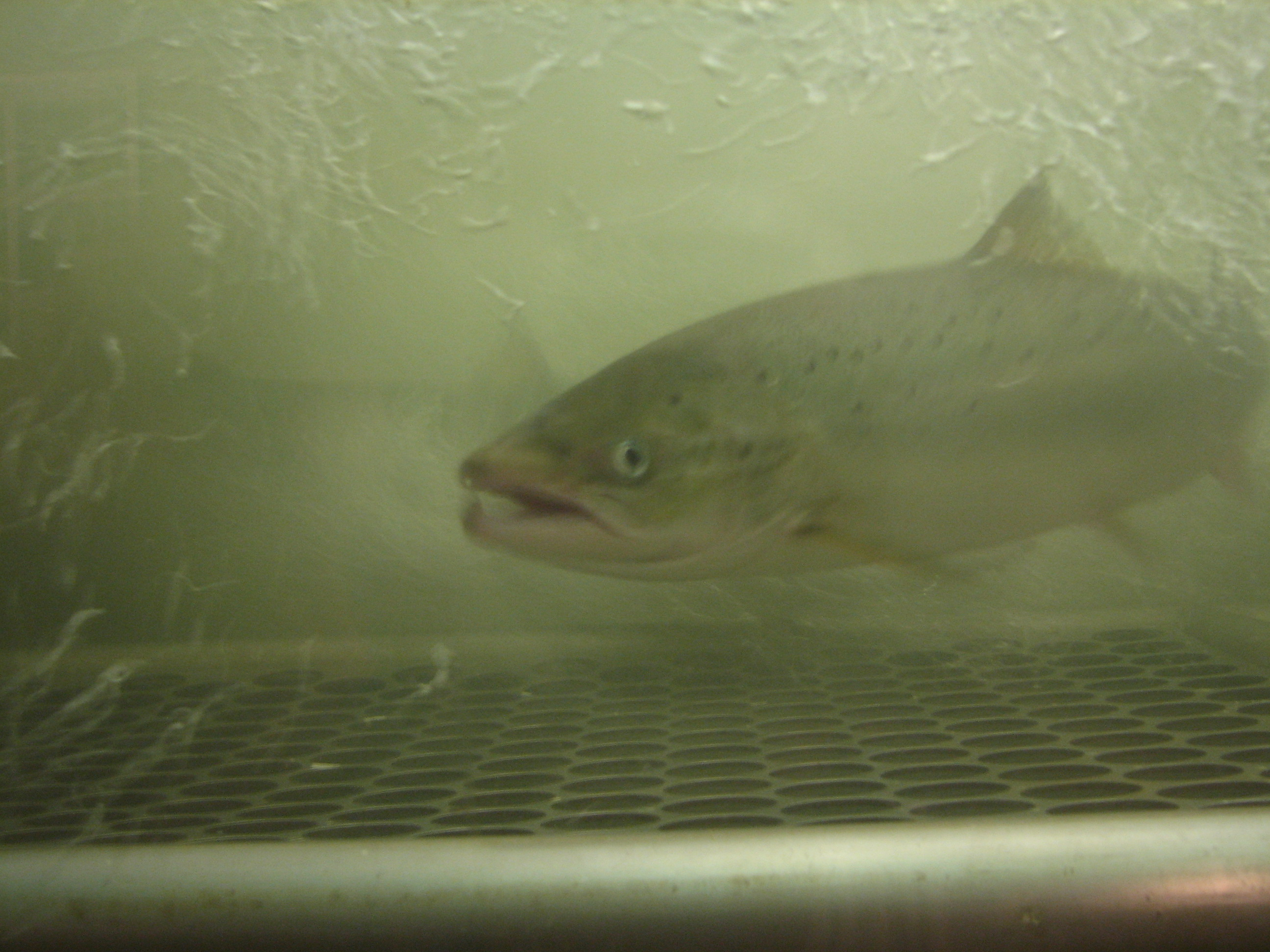
Saumon atlantique à la passe migratoire de Matane

La rivière est un site de fraie du saumon atlantique. Une passe à saumon a été aménagée au barrage Mathieu-D'Amours dans la ville de Matane ainsi qu'un centre d'observation où le saumon peut être vu lors de sa migration.
Cette voie naturelle vers l'intérieur des terres a autant servie aux Amérindiens pour traverser la Gaspésie vers la baie des Chaleurs que son embouchure aux Européens comme hâvre naturel pour leurs navires aux XVIIIe et XIXe siècles.